# Antygomonas incomitata
Antygomonas incomitata är en djurart som tillhör fylumet pansarmaskar, och som beskrevs av Nebelsick 1990. Antygomonas incomitata ingår i släktet Antygomonas och familjen Antygomonidae. Inga underarter finns listade i Catalogue of Life.